# Intersektionalitet
Intersektionalitet er studiet af skæringspunkter mellem undertrykkelsessystemer eller -former, dominans eller diskrimination. Et eksempel er sort feminisme, som hævder, at oplevelsen af at være en sort kvinde ikke alene kan forstås på baggrund af at være sort og at være kvinde, men nødvendigvis må inkludere skæringspunkterne, som ofte forstærker hinanden.
Denne teori om feministisk sociologi blev først navngivet af Kimberlé Crenshaw i 1989, men konceptet kan spores tilbage til det 19. århundrede. Teorien – og den tilhørende undersøgelse – hævder, at forskellige biologiske, sociale og kulturelle kategorier som køn, race, samfundsklasse, handicap, seksuel orientering, kaste, og andre identitetsmarkører interagerer på flere niveauer og ofte på samme tid, hvilket bidrager til systematisk uretfærdighed og social ulighed. Intersektionalitetsbegrebet hævder, at de klassiske former for undertrykkelse i samfundet, baseret på eksempelvis racisme, sexisme, homofobi, transfobi, og religiøs fanatisme, ikke arbejder uafhængigt af hinanden. I stedet er disse former for undertrykkelse indbyrdes forbundne og danner et system af undertrykkelse, som afspejler skæringspunkterne mellem flere former for diskrimination.
Et klassisk tekstbogseksempel på intersektionalitet er “teorien om, at kvinder oplever undertrykkelse i varierende sammenhænge og med varierende grader af intensitet” En anden tekstbogsdefinition nærmer sig intersektionalitet i en lidt bredere sammenhæng som “samspillet mellem race, klasse og køn, hvilket ofte resulterer i, at man stilles ringere på flere parametre”.
Kulturelle undertrykkelsesmønstre er ikke alene indbyrdes relaterede, men er bundet sammen af og påvirkes af samfundets intersektionelle systemer. Eksempler på dette inkluderer race, køn, samfundsklasse, handicap og etnicitet.